# Soghomon Tehlirian

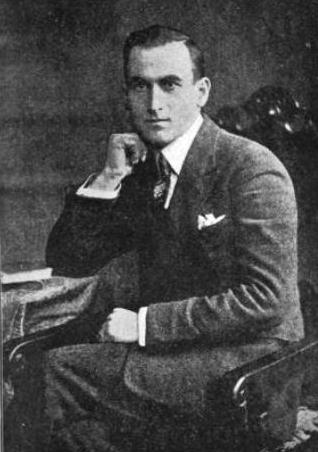
Soghomon Tehlirian 1921

Soghomon Tehlirian (auch Soromon Tehlerjan geschrieben, armenisch Սողոմոն Թեհլերեան; * 2. April 1897 in Pakaritsch (heute Çadırkaya) in der Nähe von Erzincan; † 23. Mai 1960 in San Francisco) war ein Armenier, der vor allem durch sein Attentat auf den früheren türkischen Innenminister Talât Pascha bekannt wurde.

## Leben

### Das Attentat
Tehlirian hatte während des Ersten Weltkrieges beim Völkermord an den Armeniern 85 Familienangehörige verloren. Am 15. März 1921 erschoss er in der Hardenbergstraße in Berlin-Charlottenburg den vormaligen osmanischen Innenminister Talât Pascha, der als einer der Hauptverantwortlichen des Völkermords an den Armeniern gilt und deshalb in Abwesenheit zum Tode verurteilt worden war. Um einer Auslieferung als Kriegsverbrecher an die Alliierten zu entgehen, war Tâlat Pascha im Oktober 1918 mit deutscher Hilfe nach Berlin geflüchtet. Tehlirian handelte im Auftrag des geheimen armenischen Kommandos Operation Nemesis, das die Täter des Genozids an den Armeniern in Form einer Selbstjustiz verfolgte und tötete, da Deutschland eine Auslieferung der verurteilten Kriegsverbrecher des jungtürkischen Triumvirats verweigerte.

### Der Prozess in Berlin
Im folgenden Prozess in Berlin sprach ein Geschworenengericht Tehlirian als „nicht schuldig“ frei, da das Gericht eine eingeschränkte Willensfreiheit des Angeklagten zum Zeitpunkt der Tat als möglich annahm und daher auf Unzurechnungsfähigkeit erkannte. Medizinischer Gutachter war der Neurologe und Psychiater Richard Cassirer.

### Spätere Jahre
Nach seinem Freispruch wanderte Tehlirian nach Belgrad im damaligen Jugoslawien aus, wo er die ebenfalls armenische und aus Erzincan stammende Anahit Tatikian heiratete. Dort lebte er bis 1950 und wanderte dann über Casablanca und Paris in die USA aus.
Tehlirian starb 1960 an einer Hirnblutung in San Francisco. Begraben ist er auf dem Ararat-Friedhof in Fresno (Kalifornien).